# Миза Йигісоо
Миза Йиґісоо (ест. Jõgisoo mõis, нім. Joeggis) – колишній дворянський маєток, що знаходиться на півночі  Естонії в  волості Гарк повіту Гарьюмаа.

## Історія
Мизу Йиґісоо було засновано в першій половині XVII століття. Першим власником мизи був Ґайнріх фон Кноррінґ (Heinrich von Knorring). 

У XVIII столітті миза належала фон Дуґласам (von Douglas), фон Мореншілдтам (von Mohrenschildt) і фон Брашам (von Brasch). 

1912 мизу придбав естонець Міхкель Паульберґ.

## Архітектура
Миза знаходилася в середині течії річки Кейла на правому березі і була порівняно скромно розбудована. Головною будівлею мизи була, цілком ймовірно, дерев'яна будівля. 

Поряд з головною будівлею було кілька додаткових споруд. Біля річки знаходилися водяний млин і гребля, яка служила також мостом через річку Кейла.

## Сучасний стан
Головну будівлю знищено. Збереглося кілька сильно перебудованих додаткових споруд. 

Більшу частину території, яку раніше займало серце мизи, тепер займають виробничі приміщення. 

Також не використовується місце розташування моста, і новий міст тепер знаходиться за 200 м вниз за течією річки.

## Приход
Згідно з історичним адміністративним поділом, миза Йиґісоо належить Кейлаському приходу (ест. Keila kihelkond).

## Ресурси Інтернета
- [Архівовано 22 березня 2012 у Wayback Machine.]
- Вікісховище має мультимедійні дані за темою: Миза Йигісоо